# Kánya, Somogy
Kánya  este un sat în districtul Tab, județul Somogy, Ungaria, având o populație de 443 de locuitori (2011). 

## Demografie
Componența etnică a satului Kánya
     Maghiari (95,81%)
     Romi (1,96%)
     Germani (1,4%)
     Necunoscut (0,84%)
     Alții (0,84%)
Componența confesională a satului Kánya
     Romano-catolici (45,37%)
     Fără religie (13,32%)
     Reformați (4,51%)
     Necunoscută (35,89%)
     Luterani (0,9%)
     Alte religii (0,9%)
Conform recensământului din 2011, satul Kánya avea 443 de locuitori. Din punct de vedere etnic, majoritatea locuitorilor (95,81%) erau maghiari, existând și minorități de romi (1,96%) și germani (1,4%). Apartenența etnică nu este cunoscută în cazul a 0,84% din locuitori. Nu există o religie majoritară, locuitorii fiind romano-catolici (45,37%), persoane fără religie (13,32%) și reformați (4,51%). Pentru 35,89% din locuitori nu este cunoscută apartenența confesională.